# Theudemir keleti gót király
Theodemir, más írásmóddal Thiudimir (413 – 474) az osztrogótok királya 468 és 474 között, az Amal-dinasztia tagja.
Testvéreivel, Valamirral és Videmirrel együtt kormányzott, Attila vazallusa volt. Részt vett a catalaunumi csatában, ahol a római (Flavius Aetius), a vizigótok és egyéb népek (alánok, frankok, gepidák) szövetséges seregei harcoltak a hunok és azok vazallusai ellen. Ebben a csatában tört meg Attila legyőzhetetlensége, és egyes vazallus népek ezután fellázadtak. Attila halála után Theodemir folytatta a lázadást, mígnem 454 telén a Nedao melletti csatában döntő győzelmet aratott a hunok felett. 
456-ban harci kíséretével a Balatonnál (Pelso) szállt meg, valószínűleg a keszthely-fenékpusztai castellumban, amelyet ostrommal foglalt el. 467/468 telén a Balaton északi partján foglyul ejti Hunimund szvéb királyt, s erővel hűségesküre kényszerítette. 469-ben az osztrogótok királyaként hatalmas vereséget mért a Bolia folyónál (Ipoly) az ellene szövetkezett népekre (szkirek, szvébek, szarmaták, gepidák). 470 elején bosszúhadjáratban feldúlta a szvébek Duna feletti országát, maradványaikat elűzte, valószínűleg hasonlóan bánt el a szkirekkel is.
Ezután a mai Szerbia területén fekvő Naissus városába ment, ahol gazdag, ám ingatag királyságot alapított. Az újdonsült királyság a volt római provincia, Pannónia helyén állott. Theodemir a királyságát két fivérével közösen kormányozta.
A herulok, szkirek és gepidák ellen Pannónia uralmáért folytatott háború után Videmir az osztrogótok egy részével Itáliába ment 473-ban. Ott azonban a császár azt tanácsolta neki, hogy a rokonnép vizigótokkal együtt menjen Galliába. Videmir távozása után a legidősebb testvér, Theodemir Pannónia egyedüli királya lett.
473-ban az osztrogótok Thiudimer vezetésével elhagyták Pannoniát, benyomulnak Illyricumba, majd Thessaliába, ahol Kürrhosz városában Thiudimer meghalt.

## Család
Theodemir összeházasodott Erelievával, akitől két gyermeke született: Theuderich és Amalafrida. Mikor Theudemir meghalt, fia Theuderich követte a trónon.